# Özhan Canaydın
Özhan Canaydın, né le 23 février 1943 à Bursa, Turquie et mort le 22 mars 2010 à Bursa, Turquie, est l'ancien président de Galatasaray SK. Il fut un basketteur et est aussi un homme d'affaires. 

## Biographie
Özhan Canaydın commence sa carrière de basketteur en 1958 et l'arrête en 1964. En 1957, il devient membre du comité de Galatasaray en tant que simple membre.
Il participe à la Coupe d'Europe des jeunes en 1962 avec l'équipe nationale espoir. Un an avant l'arrêt de sa carrière, il devient champion de Turquie avec Galatasaray SK.
C'est après sa vie de sportif qu'il épouse sa femme Asuman Canaydın, avec qui il a eu deux enfants. En 1963, il prend en main l'entreprise familiale dans le domaine du textile et, en 1984 investit dans plusieurs usines en Italie. Il a ouvert l'usine Biesseci à Nilüfer (Bursa), qui est connue pour sa superficie de 20 000 m² et pour employer environ 1 200 personnes. Dans cette usine sont fabriqués des vêtements pour des marques comme Nike, Kappa, Lacoste, Adidas, et Mavi Jeans…
Après sa nomination à la tête de Galatasaray SK, il a dû laisser la direction de l'entreprise à des professionnels du domaine. Avant d'être président du club, il a fait partie des différents comités de dirigeants pendant les présidences de Ali Tanrıyar, Alp Yalman et Faruk Süren.
À la tête de Galatasaray SK, Canaydin est connu pour avoir applaudi debout son rival Fenerbahçe SK après la lourde défaite historique de 6-0. Il recevra une récompense pour son Fair-play mais attisera également la colère de ses supporters.
Canaydin a inauguré le chantier du nouveau stade Türk Telekom Arena, censé remplacer le vieux stade d'Ali Sami Yen, à Seyrantepe (Aslantepe) le 13 décembre 2007.
Il est mort des suites d'un cancer du pancréas le 22 mars 2010. Il laissera derrière lui sa femme et deux enfants.